# 2003
Évszázadok: 20. század – 21. század – 22. század
Évtizedek: 1950-es évek – 1960-as évek – 1970-es évek – 1980-as évek – 1990-es évek – 2000-es évek – 2010-es évek – 2020-as évek – 2030-as évek – 2040-es évek – 2050-es évek
Évek: 1998 – 1999 – 2000 – 2001 –  2002 – 2003 – 2004 – 2005 – 2006 – 2007 – 2008
- A friss víz nemzetközi éve
- A fogyatékkal élők európai éve

## Események

### Február
- február 4. -  Jugoszlávia hivatalosan nevet változtat, Szerbia és Montenegró néven államszövetséggé alakul.

### Március
- március 12. – Meggyilkolják Zoran Đinđić szerb miniszterelnököt.
- március 15. – Hu Csin-tao lesz Kína elnöke, Csiang Cö-mint váltva a poszton.
- március 20. – Az Amerikai Egyesült Államok, az Egyesült Királyság, Ausztrália csapatai megtámadják Irakot feltételezett tömegpusztító fegyverei miatt. (2009. június 30-án az amerikai hadsereg katonái átadták az iraki városok és falvak ellenőrzését az iraki biztonsági szolgálatoknak, akiknek tagjai Bagdad utcáin tankokkal és páncélozott járművekben vonultak fel.)[1]

### Április
- április 9. – Az amerikai erők három hétig tartó harcok után megdöntik Szaddám Huszein uralmát, ezen a napon az amerikai tengerészgyalogosok – a bagdadi főtéren – kötelet húznak Szaddam óriási szobrának nyakára, majd ledöntik az alkotást.
- április 12. – Népszavazás Magyarország Európai Unióhoz való csatlakozása ügyében.[2]

### Június
- június 10. – Megalakul az Öt Kenyér Egyesület.
- június 20. – A Wikimédia Alapítvány (angolul Wikimedia Foundation, Inc., röviden WMF) egy San Franciscó-i székhelyű amerikai nonprofit közhasznú alapítvány létrejöttének bejelentése.

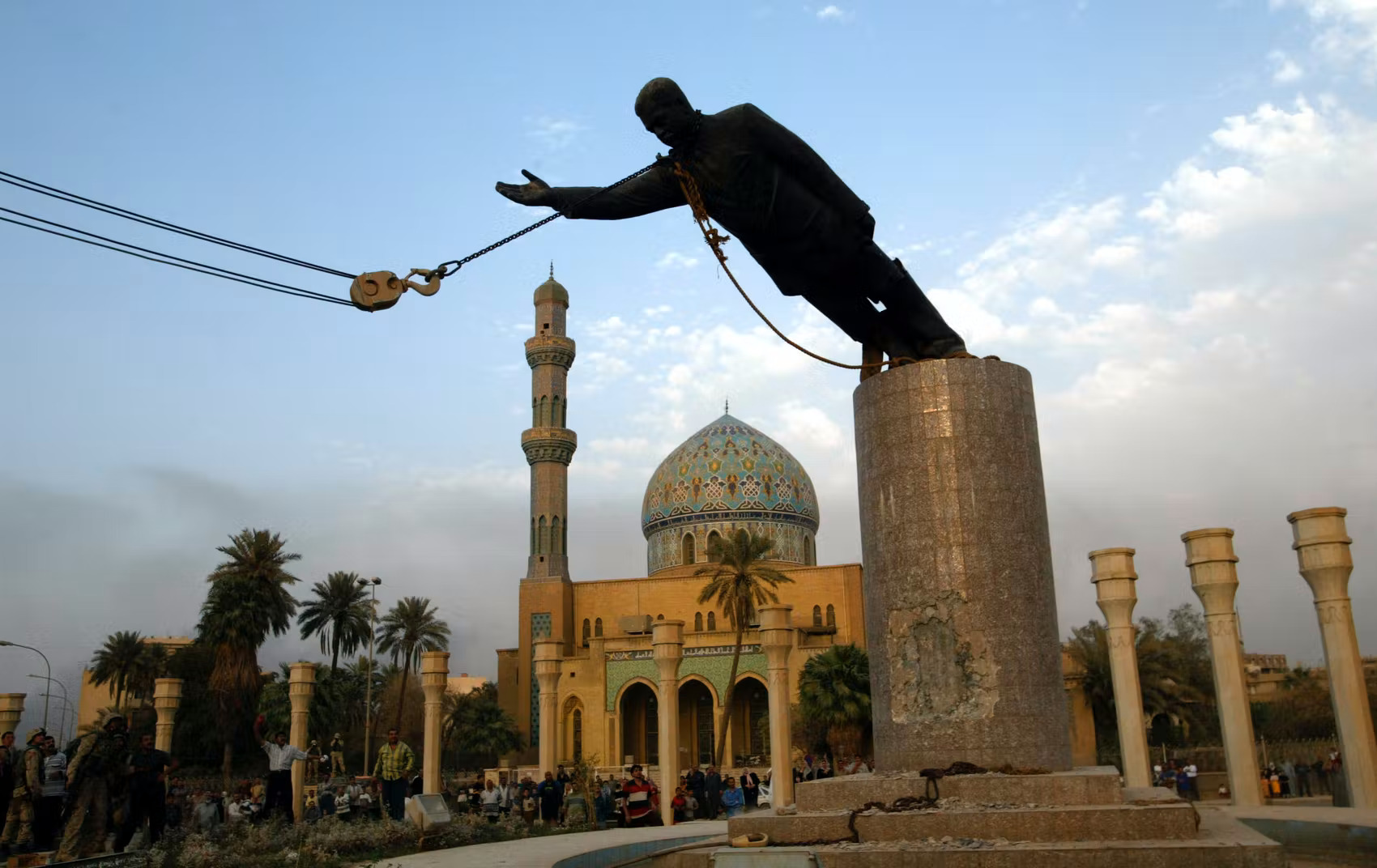
Szaddám Huszein szobrának ledöntése

- június 21. – Először rendezik meg Magyarországon a Múzeumok Éjszakáját.[3]

### Július
- július 4. – Ausztrália, Új-Zéland, Pápua Új-Guinea és a Fidzsi-szigetek katonai valamint rendőri erőket küldenek a polgárháború sújtotta Salamon-szigetekre.
- július 8. – Elindul a Wikipédia internetes szabad enciklopédia  magyar nyelvű változata.
- július 8. – Elindul a Héber Wikipédia (héberül: ויקיפדיה: האנציקלופדיה החופשית), a nemzetközi Wikipédia-projekt héber nyelvű változata.

### Augusztus
- augusztus 11. – Az ENSZ égisze alatt működő ISAF-misszió irányítását átveszi a NATO.
- augusztus 14. – Áramszünet az USA és Kanada egyes nagyvárosaiban (New York, Cleveland, Detroit, Toledo, Ottawa)
- augusztus 23. – A negyedik Budapest Parádé.
- augusztus 27. – Pokolgépes merényletben megölték a Dagesztáni Köztársaság külkapcsolatokért, valamint nemzetiségi és tájékoztatási ügyekért felelős miniszterét, Mohamed-Szaleh Guszajevet.

### Szeptember
- szeptember 4. – A posztjáról távozó George Robertson NATO-főtitkárt a Magyar Köztársasági Érdemrend nagykeresztjével tünteti ki Mádl Ferenc köztársasági elnök.
- szeptember 11. – Anna Lindh-et, Svédország külügyminiszterét egy őrült halálosan megsebesíti.
- szeptember 15. – Lelepleződik az Autópályakartell.

### Október
- október 9. – Csődöt jelent a Baumag szövetkezet.
- október 19. – II. János Pál pápa boldoggá avatja kalkuttai Teréz anyát.
- október 24. – Jobbik Magyarországért Mozgalom néven párttá alakul a Jobboldali Ifjúsági Közösség, elnöke Kovács Dávid.
- október 25. – Adócsalásért letartóztatják Mihail Hodorkovszkijt, az orosz Jukosz olajcég főtulajdonosát. (A Putyin-kritikus oligarchát 2005-ben 9 évre ítélték, 2013-ban elnöki kegyelemmel szabadult.)[4]

### November
- november 4. – A Carrington Event után a második legnagyobb, X45-ös erősségű napkitörést rögzítették a tudósok.
- november 18. – A Becsületrend Tagjainak Kölcsönös Segítő Társaságán belül megalakul a Magyar Tagozat.
- november 22. Bagdadban terroristák támadják meg a DHL teherszállító repülőgépét.
- november 26. – Az északír tartományi választáson a megállapodást elutasító Ian Paisley protestáns tiszteletes pártja győz, de elutasítja a kormányalakítást a Sinn Féinnel.

### December
- december 13. – amerikai csapatoknak sikerül elfogniuk Szaddám Huszein-t egy Ad-Dawr (Al-Daur) melletti tanyán, ahonnan először egy Tikrit mellett lévő amerikai bázisra, majd később Bagdad közelébe szállították át.
- december 26. – Földrengés pusztít Irán délkeleti részén. Bam városa romba dől, több mint 40 000 halott.

## Az év témái

### 2003 a tudományban
- február 1. – A légkörbe lépve kigyullad és darabokra hullik a Columbia űrrepülőgép; a legénység valamennyi tagja életét veszti.
- december 25. – A Beagle 2 Mars-szonda röviddel a Marsra érést megelőzően eltűnik.

### 2003 a légi közlekedésben
- Az Air Midwest 5481-es járatának katasztrófája

### 2003 az irodalomban
- Április 15-én ünnepélyes megnyitó keretén belül megnyitják az Illyés Gyula Archívum és Műhelyet.[5]
- J. K. Rowling: Harry Potter és a Főnix Rendje
- Dan Brown: A da Vinci-kód

### 2003 a zenében
- megalakul a Kárpátia zenekar
- 50 Cent: Get Rich or Die Tryin’
- Alicia Keys: The Diary of Alicia Keys
- Alcazar: Alcazarized
- Amanda Lear: Tendance
- Amy Winehouse: Frank
- Atomic Kitten: Ladies Night
- ATB: Addicted to Music
- Auth Csilla: A szerelem az esetem
- The Black Eyed Peas: Elephunk
- Back II Black: Zene nélkül mit érek én?
- Benny Benassi: Hypnotica
- Bosson: Rockstar
- Beyoncé: Dangerously in Love
- Blind Guardian: Live
- Blondie: The Curse of Blondie
- Blue: Guilty
- Bon-Bon: 008
- Dolly Roll: Dolly Jubileumi Koncert
- Tátrai Band: Silence II.
- Charlie: Funky, Soul & Jazz / Trilógia
- Zalatnay Sarolta: Visszajöttem!
- Britney Spears: In the Zone
- Captain Jack: Party Warriors / Cafe Cubar
- Céline Dion: 1 fille & 4 types / One Heart
- Chris Norman: Handmade
- Király Linda: Number 1
- Cseh Tamás–Bereményi Géza: Jóslat a Metrón
- DJ BoBo: Visions / Live in Concert
- Dave Gahan: Paper Monsters
- Dido: Life for Rent
- Deep Purple: Bananas
- Eiffel 65: Eiffel 65
- Edda Művek: Örökség
- Enrique Iglesias: 7
- Eros Ramazzotti : 9
- Evanescence: Fallen
- Fleetwood Mac: Say You Will
- Girls Aloud: Sound of the Underground
- Gossip: Movement
- Groovehouse: Elmúlt a nyár
- Halász Judit: Minden felnőtt volt egyszer gyerek
- Hooligans: Szenzáció
- Iron Maiden: Dance of Death
- Jay Chou: Je Huj-mej
- Jamelia: Thank You
- Kelis: Tasty
- Kelly Clarkson: Thankful
- Kylie Minogue: Body Language
- Kovács Ákos: Andante
- Kowalsky meg a Vega: Pimasz grimasz
- Koós János: Elfelejtett dallamok
- L.L. Junior: A tűz mindig tombol
- Led Zeppelin: How the West Was Won
- Linkin Park: Meteora
- Limp Bizkit: Results May Vary
- Madonna: American Life
- Madonna: Remixed & Revisited
- Manhattan: Újra+újra
- Magna Cum Laude: Hangolj át
- Mariah Carey: The Remixes
- Macy Gray: The Trouble with Being Myself
- Melanie C: Reason
- Metallica: St. Anger
- Michael Jackson: Number Ones
- Mike Oldfield: Tubular Bells 2003
- Missy Elliott: This Is Not a Test!
- Monica: After the Storm
- Muse: Absolution
- Natacha Atlas: Something Dangerous
- Nelly Furtado: Folklore
- Nevergreen: Ab Ovo...
- Nevergreen: Mindörökké
- Nickelback: The Long Road
- No Angels: Pure
- No Doubt: The Singles 1992–2003
- Pa-dö-dő: Had' énekeljünk mi is az idén!
- Pearl Jam: Lost Dogs
- Pink: Try This
- Placebo: Sleeping with Ghosts
- Red Hot Chili Peppers: Greatest Hits
- Ricky Martin: Almas del Silencio
- Robert Plant: Sixty Six to Timbuktu
- Roxette: The Pop Hits
- Sarah Connor: Key to My Soul
- Scooter: The Stadium Techno Experience
- Supernem: Hangosabban!
- Sugababes: Three
- Sting: Sacred Love
- Sylver: Little Things
- Szandi: Egyszer az életben
- Szklenár Gabi: Van-e helyem?
- Outkast: Speakerboxxx/The Love Below
- Simply Red: Home
- Sophie Ellis-Bextor: Shoot from the Hip
- Texas: Careful What You Wish For
- Thalía: Thalía’s Hits Remixed; Thalía
- Tiziano Ferro: 111-Centoundici
- Tankcsapda: Élni vagy égni
- The Rasmus: Dead Letters
- TNT: Egyetlen szó
- TLC: 3D
- Toni Braxton: Ultimate Toni Braxton
- The Bangles: Doll Revolution
- Unique: Mozaik
- Varga Zsuzsa: Szívadóvevő
- Venus: Kezdjük újra
- V-Tech: Merre jár a boldogság?
- Westlife: Turnaround
- Whitney Houston: One Wish – The Holiday Album
- Zámbó Jimmy: Emlékalbum
- Zoltán Erika: Parkett angyalai
- David Bowie: Reality

### 2003 a sportban
- október 12.- Michael Schumacher megnyeri a 2003-as Formula–1 világbajnokságot 93 ponttal, ez a hatodik világbajnoki címe.
- Az MTK nyeri az NB 1-et. Ez a klub 22. bajnoki címe.

### 2003 a televízióban
- július 27. – Bemutatják Magyarországon a Szívek szállodája című sorozatot az akkori MTV adón.
- Január 30. - Ezen a napon készült el a Colombo bűnügyi sorozat utolsó része.
- február 13. – Bemutatták Magyarországon a Betty, a csúnya lány című kolumbiai telenovellát a TV2-n.

### 2003 a jogalkotásban
- április 12. – Népszavazás Magyarország EU-tagságáról.

## Születések
- január 3. – Greta Thunberg svéd klímaváltozás-aktivista
- február 7. – Jászapáti Péter magyar rövidpályás gyorskorcsolyázó, ifjúsági olimpikon
- február 8. – Liam Delap angol labdarúgó
- február 20. – Olivia Rodrigo amerikai színésznő, énekesnő
- február 26. – Jamal Musiala német válogatott labdarúgó
- május 5. – Carlos Alcaraz spanyol teniszező
- május 15. – Julian Macaraeg Fülöp-szigeteki születésű amerikai rövidpályás gyorskorcsolyázó, ifjúsági olimpikon
- június 11. – Breanna Yde amerikai színésznő
- június 29. – Jude Bellingham angol válogatott labdarúgó
- július 1. – Tate McRae kanadai-énekes dalszerző táncos és színésznő
- július 13. – Andrei Stănescu román alpesisíző, ifjúsági olimpikon
- augusztus 29. – Vas Gábor(wd) labdarúgó
- szeptember 17. – Ljubomir Kalcsev bolgár rövidpályás gyorskorcsolyázó, ifjúsági olimpikon
- szeptember 19. – Rudhraksh Jaiswal indiai színész
- november 6. – Láng Júlia magyar műkorcsolyázó
- december 7. – Katalin Amália orániai hercegnő, 2013 óta a Holland Királyság trónörököse
- december 13. – Jhon Durán kolumbiai válogatott labdarúgó
- december 23. – Gyarmati Laura magyar szinkronszínésznő

## Nobel-díjak
| Fizikai            | * Alekszej Alekszejevics Abrikoszov, Oroszország és Amerikai Egyesült Államok - Vitalij Lazarevics Ginzburg, Oroszország - Anthony Leggett, Nagy-Britannia és USA, „a szupravezetők és a szuperfolyékony anyagok elméletében végzett úttörő munkásságáért” |
| Kémiai             | * Peter Agre, USA, „a sejtmembránok csatornáival kapcsolatos felfedezések”, „a víz-csatornák felfedezéséért” - Roderick MacKinnon, USA, „az ion-csatornák strukturális és mechanikai elemzéséért” |
| Orvosi-fiziológiai | * Paul Lauterbur, USA - Sir Peter Mansfield, Anglia, „a mágneses rezonancia-leképezés terén végzett felfedezéseikért” |
| Irodalmi           | John Maxwell Coetzee, Dél-Afrika, „aki megszámlálhatatlan álcában festi le a kívülálló meglepő közreműködését” |
| Béke               | Sirin Ebádi, Irán „a demokráciáért és az emberi jogokért tett erőfeszítéseiért” |
| Közgazdasági       | * Robert F. Engle, USA, az idősorelemzés olyan statisztikai módszereinek kidolgozásáért, melyek egy idősoron belül képesek kezelni a más-más dinamikájú rövid távú és hosszú távú hatásokat - Clive W. J. Granger, Nagy-Britannia, megalkotta az autoregresszív feltételes heteroszkedaszticitás (ARCH) fogalmát, ami pontosan ragadja meg sokféle idősor tulajdonságait és ennek segítségével statisztikai módszereket alkotott az időben változó volatilitás modellezésére |